# إعياء
الإعياء أو التعب (بالإنجليزية: Fatigue)، هو مصطلح يصف الشعور العام بالتعب أو الضعف لا تُحَل مع الراحة أو النوم. في الاستخدام العام، يكون التعب مرادف للتعب الشديد أو الإرهاق الذي يتبع عادة النشاط البدني أو العقلي المطول. عندما لا يُحَل بعد الراحة أو النوم، أو يحدث بشكلٍ مستقل عن المجهود البدني أو العقلي، فقد يكون أحد أعراض حالة طبية قد تصبح شديدة أو تدريجية.
يمكن وصف الإعياء الجسدي، بأنه عدم القدرة على أداء عمل ما ضمن القدرات الطبيعية للشخص. وهذا العرض منتشر بشكل كبير بين الناس في الحياة اليومية، ولكن أثره يكون أكثر شدة عن زيادة ضغط العمل عن الحد الطبيعي. أما الإعياء الذهني، فينتج عنه حالة عامة من النعاس والكسل.
يعتبر الإعياء عرضاً من الأعراض لأن المريض هو الذي يلاحظه ويخبر عنه في الدرجة الأولى وليس الآخرون من حوله.

## الإعياء الجسدي

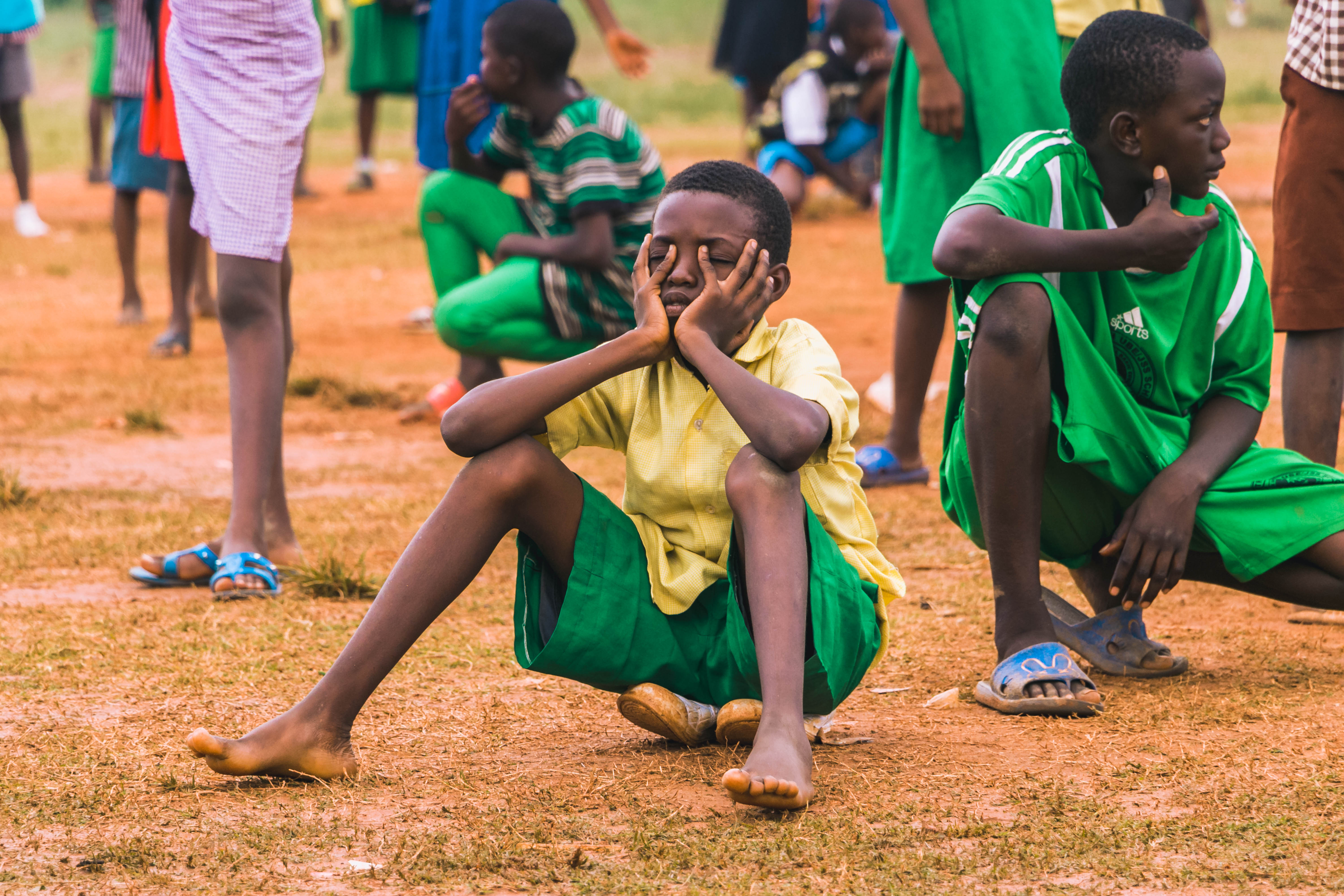
طفل نيجيري مرهق بعد مباراة.

يشير مصطلح الإعياء الجسدي أو ضعف العضلات (أو فقدان القوة) إلى عدم القدرة على أداء الأعمال التي تتطلب استعمال العضلات بالصورة التي يمكن للشخص في الحالة الطبيعية أن يقوم بها.
وعادة ما يتم فحص قوة العضلات أثناء عملية تشخيص المريض قبل تحديد الحالة المرضية وأسبابها، والذي يتم تحديده عادة بالنظر إلى نوع الضعف العضلي وطبيعته، سواء أكان مركزياً أو عرضياً، فالمركزي هو إرهاق لجميع الجسم أما العرضي فهو إرهاق عضلة بعينها.

## الإعياء الذهني
لا يشير الإعياء الذهني بالضرورة إلى وجود إعياء جسدي، وتكون مظاهر الإعياء الذهني عادة حالة النعاس أو الكسل التي تسيطر على الفرد بحيث تنخفض قدرته على التركيز والتيقظ، أو الانخفاض العام لدرجة الوعي لديه. وقد يكون لهذه الحالات آثار خطيرة كأن كان الشخص مثلاً يقود سيارة أو يعمل بوظيفة تتطلب الانتباه والحذر.

## الأسباب

### عادي

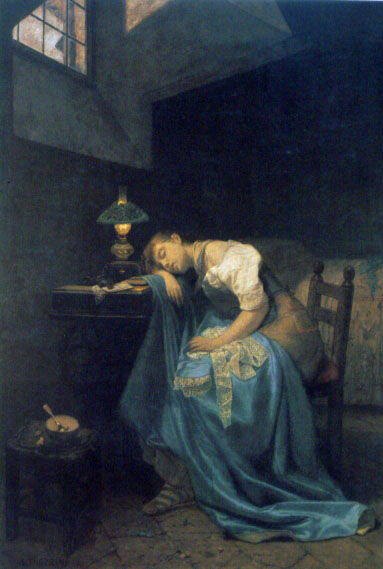
خياطة متعبة

عادة ما يكون الإعياء نتيجة طبيعية للعمل، والإجهاد العقلي، والإفراط في التحفيز وتقليل التنبيه، واضطراب الرحلات الجوية الطويلة، وأنشطة ترفيهية، والملل، وقلة النوم.

### حاد
تشمل أسباب التعب الحاد الاكتئاب، وقد يكون لحالة الإعياء أسباب كيميائية، مثل التجفاف، والتسمم، وانخفاض نسبة السكر في الدم، أو نقص المعادن أو الفيتامينات الضرورية في الجسم. يختلف التعب عن النعاس، حيث يشعر المريض أن النوم مطلوب. بالإضافة إلى فقدان كميات كبيرة من الدم حيث يتسبب ذلك عادة بحالة من الإعياء.
من المحتمل أن يكون التعب المؤقت مرضًا بسيطًا مثل نزلات البرد كجزء من استجابة سلوك المرض التي تحدث عندما يقاوم الجهاز المناعي عدوى.

### طويل الأمد
الإعياء طويل الأمد هو إجهاد مستمر (ثابت) يتم الإبلاغ عنه ذاتيًا قد يستمر لمدة شهر واحد على الأقل.

### المزمن
الإعياء المزمن هو إرهاق يتم الإبلاغ عنه ذاتيًا ويستمر ستة أشهر متتالية على الأقل. قد يكون التعب المزمن مستمراً أو ناكساً. التعب المزمن هو أحد أعراض العديد من الأمراض والحالات. تتضمن بعض الفئات الرئيسية للحالات التي تتميز بالتعب ما يلي:
- أمراض المناعة الذاتية،[13] مثل مرض الاضطرابات الهضمية، والذئبة، والتصلب المتعدد، والوهن العضلي الوبيل، ومتلازمة شوغرن، والتهاب فقاري مفصلي لاصق
- اضطرابات الدم مثل فقر الدم وداء الاصطباغ الدموي الوراثي
- السرطان، وفي هذه الحالة يطلق عليه التعب الناتج عن السرطان
- متلازمة التعب المزمن (CFS) [14]
- تعاطي المخدرات بما في ذلك معاقرة الكحول [14]
- الاكتئاب والاضطرابات النفسية الأخرى التي تميز المزاج المكتئب[15]
- اضطرابات النمائية مثل اضطراب طيف التوحد
- اضطرابات الأكل، والتي يمكن أن تؤدي إلى الإرهاق بسبب سوء التغذية
- أمراض الغدد الصماء أو اضطرابات التمثيل الغذائي: داء السكري، قصور الغدة الدرقية ومرض أديسون [16]
- ألم عضلي ليفي
- متلازمة حرب الخليج
- قصور القلب
- فيروس العوز المناعي البشري
- التعب المزمن مجهول السبب (ICF)، وهو إجهاد مزمن بدون سبب معروف ولا يتوافق مع معايير متلازمة التعب المزمن [17][18]
- أخطاء خلقية في التمثيل الغذائي مثل سوء امتصاص الفركتوز.[19][20]
- الأمراض المعدية مثل كثرة الوحيدات العدوائية أو السل [16]
- متلازمة القولون المتهيج
- أمراض الكلى مثل القصور الكلوي الحاد ومرض الكلى المزمن [16]
- ابيضاض الدم أو سرطان الغدد الليمفاوية
- فشل الكبد أو أمراض الكبد مثل الالتهاب الكبدي [16]
- داء لايم
- الاضطرابات العصبية مثل النوم القهري ومرض باركنسون ومتلازمة تسارع معدل ضربات القلب الموضعي الانتصابي ومتلازمة ما بعد الارتجاج
- الصدمات الجسدية وغيرها من الحالات المسببة للألم، مثل التهاب المفاصل
- قلة النوم أو اضطرابات النوم، مثل انقطاع النفس النومي [16]
- حمى الربيع
- سكتة دماغية
- أمراض الغدة الدرقية مثل قصور الغدة الدرقية
- اليوريمية، والتي تسببها أمراض الكلى

### التهاب
رُبط الالتهاب بالعديد من أنواع الإعياء. تشير النتائج إلى تورط الالتهاب العصبي في مسببات الإعياء في المناعة الذاتية والاعتلالات ذات الصلة.

## التشخيص

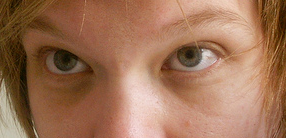
يوحي الجمع بين الهالات السوداء صغيرة وأثار من أكياس العين إلى قلة النوم أو الإعياء الذهني.

خلصت إحدى الدراسات إلى أن حوالي 50٪ من الأشخاص الذين يعانون من الإعياء يتلقون تشخيصًا يمكن أن يفسر الإعياء بعد عام من الإصابة بهذه الحالة. في الأشخاص الذين لديهم تشخيص محتمل، تكون المشاكل العضلية الهيكلية (19.4٪) والمشاكل النفسية (16.5٪) هي الأكثر شيوعًا. تم العثور على ظروف جسدية نهائية فقط في 8.2 ٪ من الحالات.
إذا قرر الشخص المصاب بالإعياء طلب المشورة الطبية، فإن الهدف العام هو تحديد واستبعاد أي حالات قابلة للعلاج. يتم ذلك من خلال النظر في التاريخ الطبي للشخص، وأي أعراض أخرى موجودة، وتقييم صفات الإعياء نفسه. قد يكون الشخص المصاب قادرًا على تحديد أنماط الإرهاق، مثل الشعور بالإعياء في أوقات معينة من اليوم، وما إذا كان الإعياء يزداد على مدار اليوم، وما إذا كان الإعياء قد انخفض بعد أخذ قيلولة.
نظرًا لأن النوم المتقطع يساهم بشكل كبير في الإعياء، فإن التقييم التشخيصي يأخذ في الاعتبار نوعية النوم والحالة العاطفية للشخص ونمط النوم ومستوى التوتر. من المهم مقدار النوم والساعات التي تُخصص للنوم وعدد المرات التي يستيقظ فيها الشخص أثناء الليل. قد يُطلب دراسة النوم لاستبعاد اضطراب النوم.

يمكن أن يؤدي الاكتئاب والحالات النفسية الأخرى إلى الشعور بالإعياء، لذلك يُفحص الأشخاص الذين يبلغون عن الإعياء بشكل روتيني بحثًا عن هذه الحالات، إلى جانب تعاطي المخدرات وسوء التغذية وعدم ممارسة الرياضة البدنية، قد تؤدي إلى زيادة الإعياء.

### مقارنة بالنعاس
يعتبر التعب بشكل عام حالة طويلة الأمد أكثر من النعاس (نَيْمُومَة). على الرغم من أن النعاس يمكن أن يكون أحد أعراض حالة طبية، إلا أنه عادة ما ينتج عن قلة النوم المريح، أو قلة التنبيه. من ناحية أخرى، فإن التعب المزمن هو أحد أعراض مشكلة طبية أكبر في معظم الحالات. يتجلى في التعب العقلي أو البدني وعدم القدرة على إكمال المهام بأداء طبيعي. غالبًا ما يُستخدم كلاهما بالتبادل وحتى يُصنفا تحت وصف «التعب». غالبًا ما يوصف التعب بأنه تعب غير مريح، بينما النعاس مريح وجذاب.

## قياس
يمكن قياس التعب كميًا. طورت الشركات اليابانية، من بينها نينتندو (الملغاة) أجهزة لقياس التعب الطبي ومع ذلك، فإن هذه الأجهزة ليست شائعة الاستخدام خارج اليابان.

## أمثلة

### احتراق نفسي مهني
تجمع متلازمة الإرهاق، أو الاحتراق، بين التعب الشديد، والانسحاب من النشاط المهني، والشعور بالفشل وعدم الكفاءة في العمل. تعتبر متلازمة الإرهاق نتيجة للتوتر المهني المزمن: فالفرد، الذي يفشل في التعامل مع المتطلبات التكيفية لبيئته المهنية، يرى تدني طاقته ودوافعه واحترامه لذاته.

### متلازمة التعب المزمن
يتراوح التعب من أعراض الفسيولوجية عكسية إلى متلازمة التعب المزمن غير قابل للعكس. تشير متلازمة التعب المزمن إلى حالة من التعب المتكررة التي لا تزول حتى بعد الراحة. وتُؤطر بمعايير تقييدية للغاية: يجب أن تكون المدة أطول من ستة أشهر، كما أن علامات المرافقة عديدة. كما يجب القضاء على الأسباب المعدية، مثل كثرة الوحيدات العدوائية.

### الإفراط في التدريب

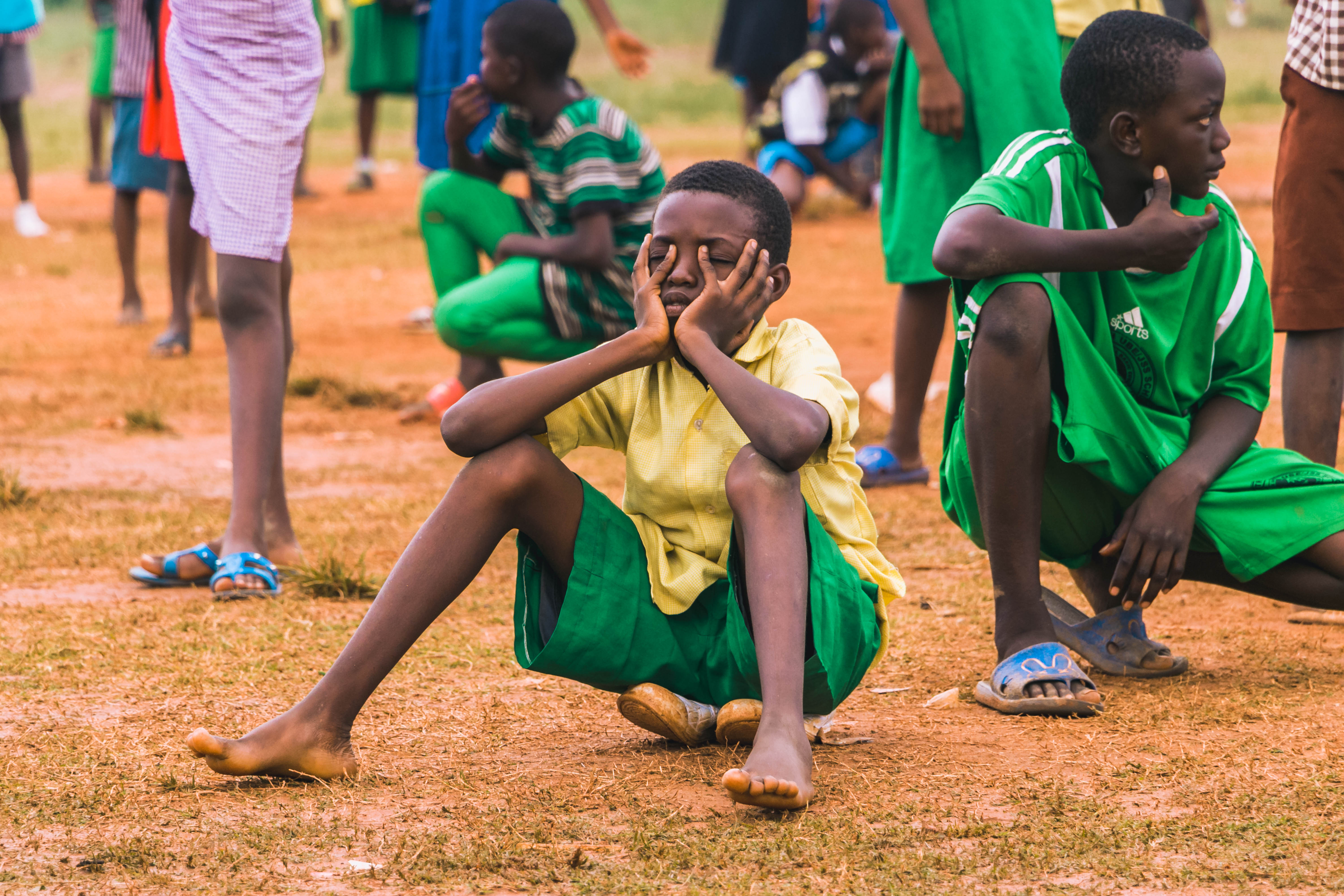
طفل نيجيري مرهق بعد مباراة.

الإفراط في التدريب يرجع إلى الزيادة غير الطبيعية في التدريب حيث يتجاوز الشخص قدرة جسمه على التعافي من التمارين الشاقة. أكثر الأعراض شيوعًا هو التعب، لذا من المهم التحقق منه. يتجلى الإفراط في التدريب أيضًا من خلال انخفاض الحافز. كما أنه يضعف الجسم ويزيد من خطر الإصابة. يتميز بالإرهاق التراكمي الذي يستمر حتى بعد فترات الشفاء إذا كانت قصيرة جدًا. لذلك يجب دائمًا تضمين فترات الراحة المتناسبة مع الجهد الرياضي في جدول التدريب.

### آثار التعب على السلامة

سبب أهمية ساعات الخدمة: رسم بياني يوضح العلاقة بين عدد الساعات المدفوعة ونسبة الأعطال المتعلقة بإرهاق السائق.

التعب، (بالإنجليزية: Effects of fatigue on safety)، هو مصدر اهتمام كبير للسلامة في العديد من المجالات، ولكن بشكل خاص في النقل، لأن التعب يمكن أن يؤدي إلى حوادث. يعتبر التعب شرط مسبق داخليًا للأعمال غير الآمنة لأنه يؤثر سلبًا على الحالة الداخلية للعامل البشري. تركز الأبحاث بشكل عام على الطيارين وسائقي الشاحنات وعمال المناوبات.
يمكن أن يكون التعب معرض لمشكلة طبية، ولكن الأكثر انتشارا هو رد فعل فسيولوجي طبيعي لممارسة الجهد، وقلة النوم، والملل، وتغيير جداول النوم والاستيقاظ (بما في ذلك اضطراب الرحلات الجوية الطويلة)، أو الإجهاد.
في بعض الحالات، بعد القيادة 18-24 ساعة بدون نوم تساوي محتوى الكحول في الدم بنسبة 0.05٪ -0.10٪.

## روابط خارجية
- الإعياء معلومات للمرضى, المعهد الوطني الأمريكي للسرطان
- التعب — نشرة معلومات المؤسسة الخيرية للصحة العقلية من الكلية الملكية للأطباء النفسيين